# 커럽트

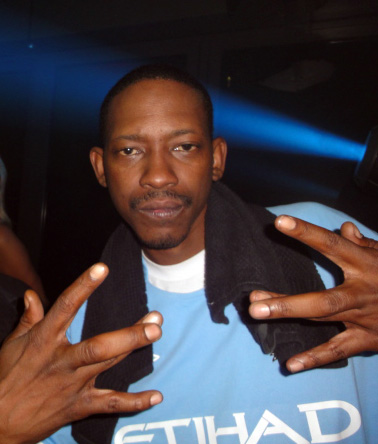
커럽트

커럽트(Kurupt, 본명: Ricardo Emmanuel Brown, 1972년 11월 23일 ~ )은 미국의 힙합가수이자, 프로듀서이다. 그는 90년대 데스 로우 레코드에 소속되어 인기를 누렸다. 더 독 파운드의 멤버이다.

## 일생

### 데뷔
그는 미국 필라델피아에서 태어났으며, 후에 캘리포니아주로 이사온다. 그때 그는 현재 락커펠라 레코드에 소속된 랩퍼 비니 시겔을 만났고, 1998년 첫앨범 'Kuruption!'을 발매한다.
그는 90년대때 최고의 힙합레이블인 데스 로우 레코드에 닥터 드레와 함께 픽업됐으며, 투팍, 닥터 드레, 스눕 독, 네이트 독 등과 곡작업을 한다.

### 데스로우 레코드 후
1995년 투팍이 죽은후 그와 대즈 딜린저는 애프터매스와 계약하지만, 성립되지 않고, AGM 레코드로 이적한다. 그리고 그 곳에서 우 탱 클랜, DMX등과 작업하게 된다. 또한 힙합그룹인 더 독 파운드로 다시 재기하려 했으나, 전 소속사인 데스 로우 레코드가 그들의 힙합그룹이름을 사버렸기 때문에 '독 파운드 갱스터 클립'으로 계명하고 활동한다. 2001년 스눕 독없이 'Dillinger & Young Gotti'를 발매한다.

### 두 번째 재기
데스 로우 레코드에서 탈퇴한 그는 다시 2002년 재계약을 한다. 또한 그때 더 독 파운드의 리믹스앨범인 '2002'를 발매하고, 2002년 투팍, Spider Loc이 참여한 'Against tha Grain'를 발매한다.
2005년 데스 로우 레코드에서 탈퇴한다.
또 스눕 독이 사적문제와 불화로 해체한 더 독 파운드는 다시 재결합한다.

## 앨범
- 1998: Kuruption!
- 1999: Tha Streetz Iz a Mutha
- 2001: Space Boogie: Smoke Oddessey
- 2005: Against tha Grain
- 2006: Same Day, Different Shit
- 2009: Street Lights

### 합작앨범
- 2003: The Horsemen Project with The HRSMN
- 2004: Originals
- 2007: Digital Smoke with J. Wells
- 2008: The Frank and Jess Story with Roscoe
- 2009: BlaQKout with DJ Quik (발매 예정)

### 더 독 파운드 앨범
- 1995: Dogg Food
- 2001: 2002
- 2006: Cali Iz Active
- 2007: Dogg Chit
- 2009: 100 Wayz (발매 예정)